# Liste des évêques et archevêques de Saint-Louis

Blason de l'archidiocèse de Saint-Louis.

La liste des évêques et archevêques de Saint-Louis recense les noms des évêques et archevêques qui se sont succédé sur le siège épiscopal de Saint-Louis, dans le Missouri, aux États-Unis, depuis la création du diocèse de Saint-Louis, le 18 juillet 1826, par division de celui de Durango (Mexique) d'une part, et de celui de Louisiane et des Deux Florides d'autre part. Le diocèse est érigé en archidiocèse le 20 juillet 1847.

## Évêques de Saint-Louis
- 20 mars 1827-† 25 septembre 1843 : Joseph Rosati
- 25 septembre 1843-20 juillet 1847 : Peter Kenrick (Peter Richard Kenrick)

## Archevêques de Saint-Louis
- 20 juillet 1847-21 mai 1895 : Peter Kenrick (Peter Richard Kenrick), promu archevêque.
- 21 mai 1895-† 13 octobre 1903 : John Kain (John Joseph Kain)
- 13 octobre 1903-† 9 mars 1946 : John Glennon (John Joseph Glennon), créé cardinal le 18 février 1946.
- 20 juillet 1946-† 10 juin 1967 : Joseph Ritter (Joseph Elmer Ritter), créé cardinal le 16 janvier 1961.
- 14 février 1968-31 juillet 1979 : John Carberry (John Joseph Carberry), créé cardinal le 28 avril 1969.
- 24 janvier 1980-9 décembre 1992 : John L. May (en) (John Lawrence May)
- 9 décembre 1992-25 janvier 1994 : vacance du siège
- 25 janvier 1994-15 juillet 2003 : Justin Rigali (Justin Francis Rigali)
- 2 décembre 2003-27 juin 2008 : Raymond Burke (Raymond Léo Burke)
- 21 avril 2009-10 juin 2020 : Robert Carlson (Robert James Carlson)
- depuis le 10 juin 2020 : Mitchell Rozanski  (Mitchell Thomas Rozanski )

## Galerie de portraits

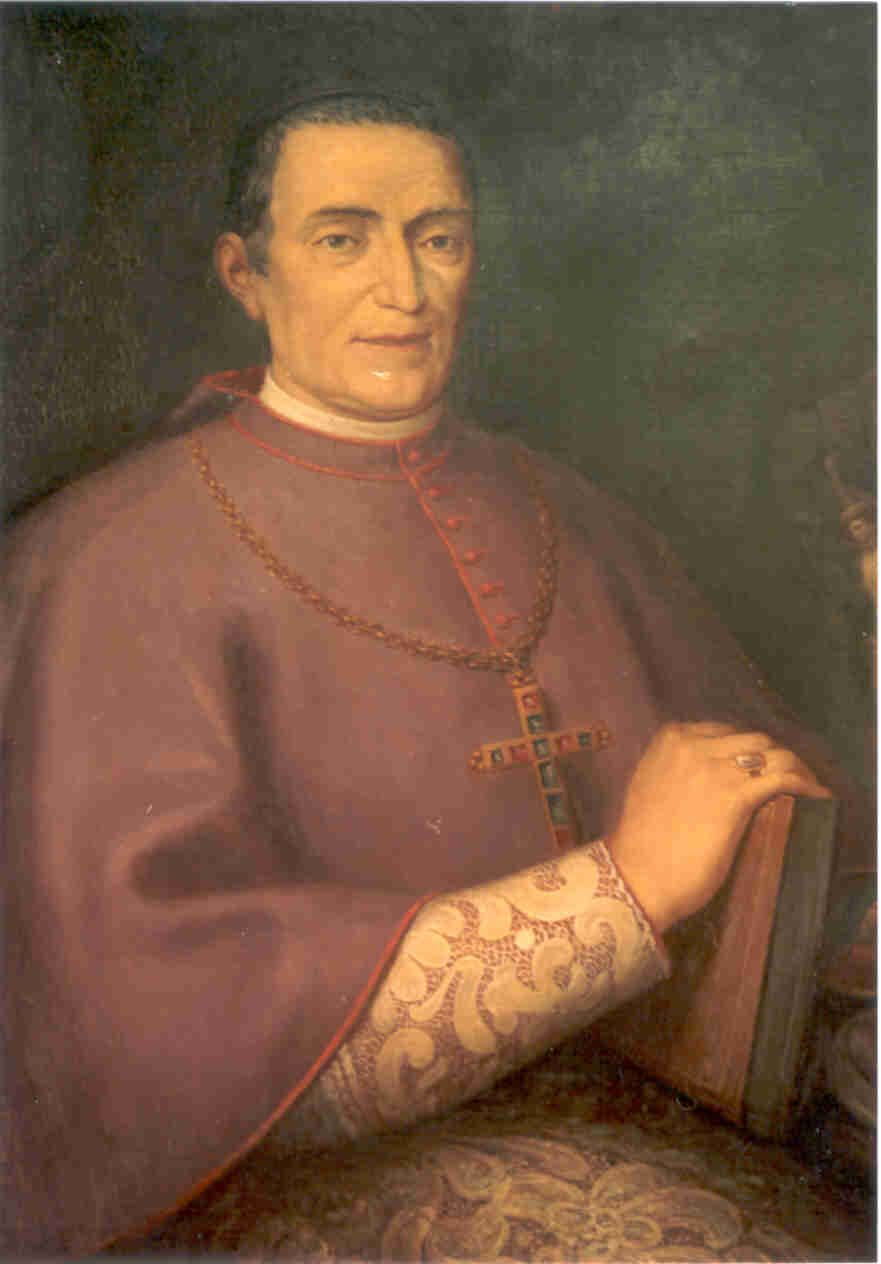
Joseph Rosati (1826-1843)
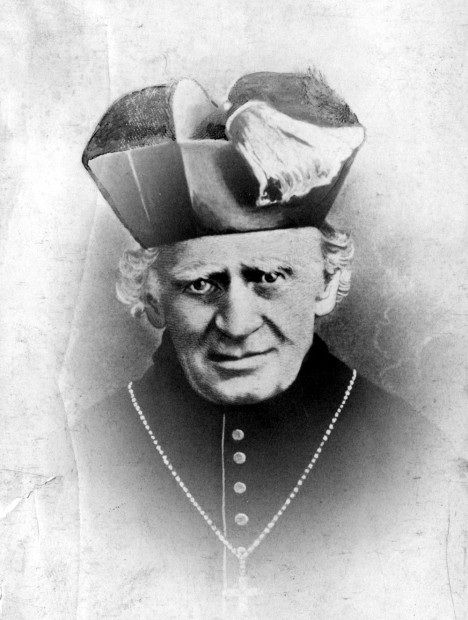
Peter Richard Kenrick (1843-1895)
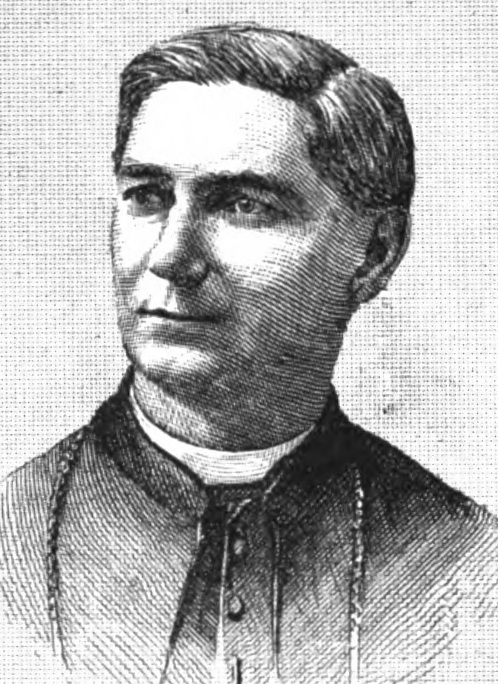
John Joseph Kain (1895-1903)
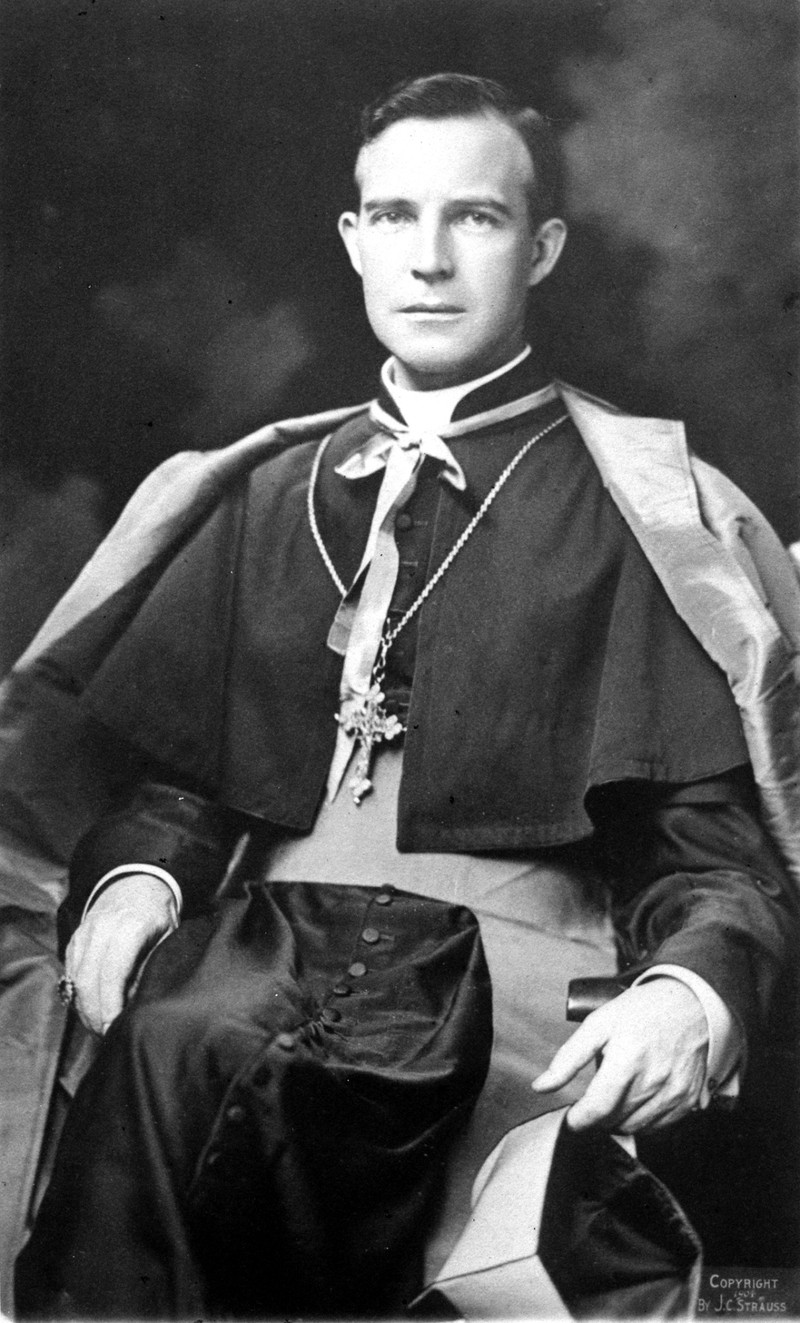
John Joseph Glennon (1903-1946)
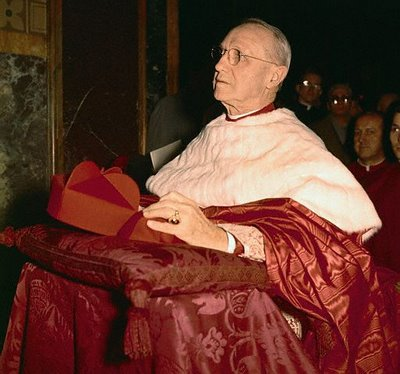
Joseph Elmer Ritter (1946-1967)
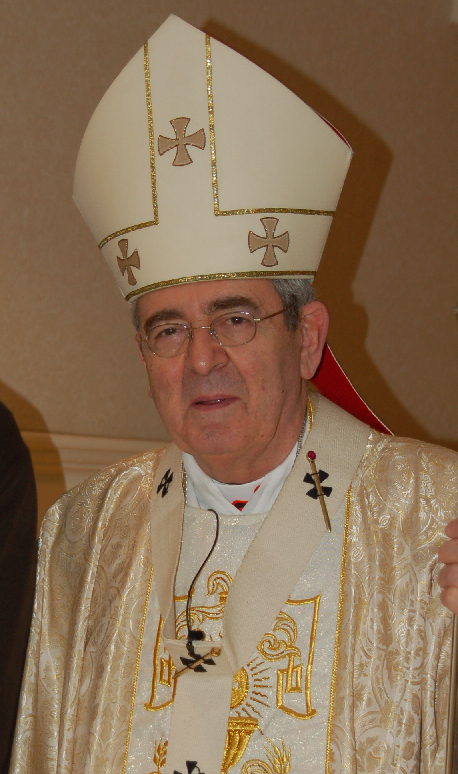
Justin Rigali (1994-2003)
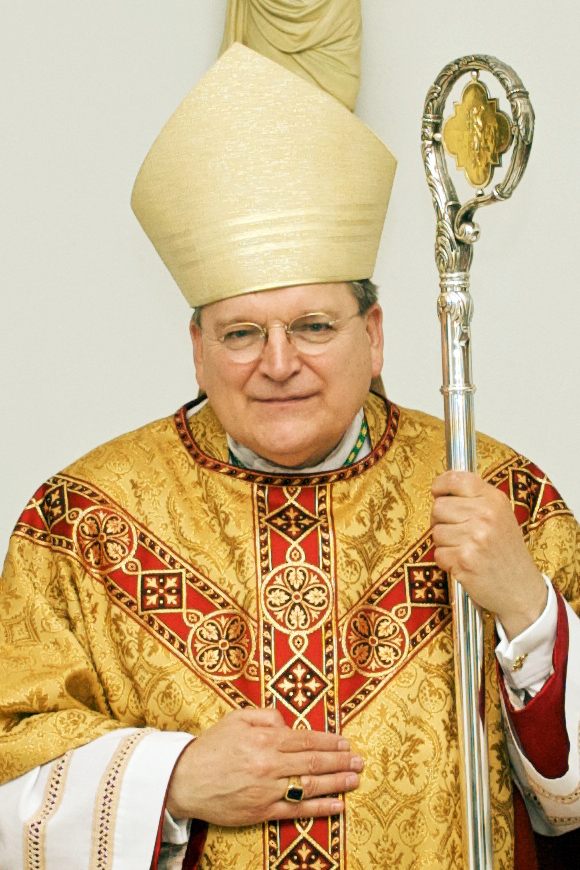
Raymond Burke (2003-2008)
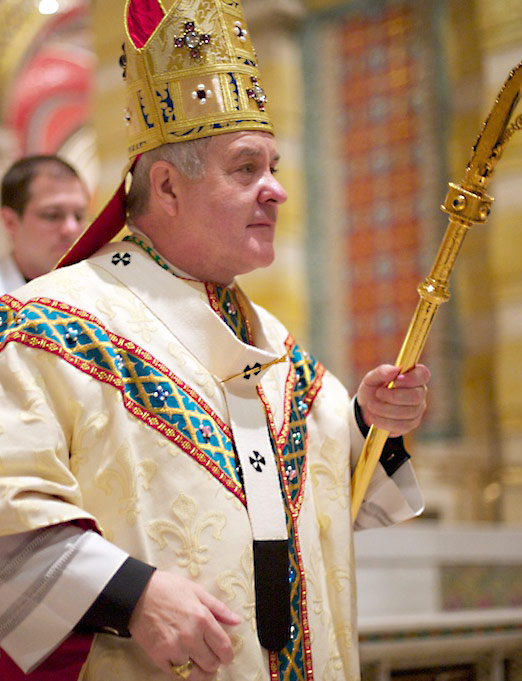
Robert Carlson (2009-2020)

### Sources
- (en) Fiche de l'archidiocèse sur catholic-hierarchy.org